# Lubuk Linggau Ilir
Lubuk Linggau Ilir is een bestuurslaag in het regentschap Lubuklinggau van de provincie Zuid-Sumatra, Indonesië. Lubuk Linggau Ilir telt 1464 inwoners (volkstelling 2010).